# 弗尔
弗尔（法語：Feurs，法語發音：[fœʁ] ⓘ），法国中东部城市，奥弗涅-罗讷-阿尔卑斯大区卢瓦尔省的一个市镇，隶属于蒙布里松区，其市镇面积为24.39平方公里，2022年1月1日时人口数量为8,370人，在法国城市中排名第1,273位。
弗尔位于卢瓦尔省中部，卢瓦尔河右岸，历史上为福雷地区的首府，并曾在1793至1795年间为卢瓦尔省的省会，现为一个区域性的中心城市和交通枢纽。

## 地名来源
根据卢瓦尔福雷城市圈公共社区网站一篇文章的论述，“Feurs”一名最初以“Forum Segusiavorum”的形式被记载，意为“塞古西亚维人的集镇”。

## 历史

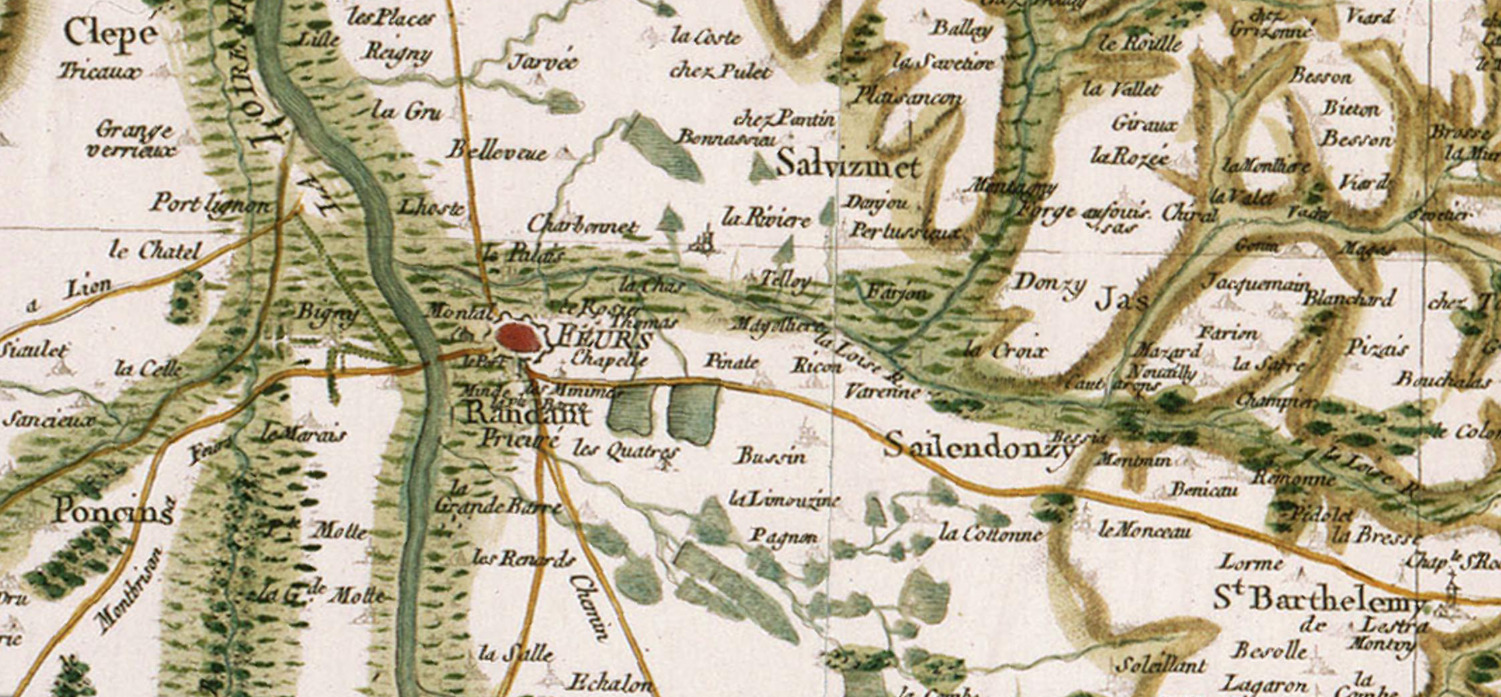
卡西尼地图上的弗尔

弗尔的早期历史尚不清楚。根据当地官方网站的论述，弗尔在古典时期就已形成聚落，彼时该地为高卢部落塞古西亚维人的活动范围，罗马人入侵后修建的道路由此通过。公元三世纪后，弗尔地区日趋衰落。中世纪中期，一条连接里昂和克莱蒙的道路经过弗尔，根据1127年（一说1227年）的一份文件记载，弗尔附近彼时曾建成了一处城堡。中世纪中后期，弗尔地区手工业及商贸得到发展，但14世纪时因战乱而再次衰退。1780年，途径弗尔的道路被列为“皇家道路”，弗尔境内的路段也因此得到扩建。法国大革命后，弗尔成为罗讷-卢瓦尔省的一个市镇，1793年该省一分为二，弗尔被划入卢瓦尔省，并在1793至1795年间为其省会。1832年，途径弗尔的铁路线建成通车，当地的市政厅大楼于1857年9月投入使用。工业革命期间，弗尔境内出现了多个工业部门，当地的蒸汽机修理厂和铁厂分别于1870年和1915年建成。1930年，弗尔历史博物馆建成开放。黄金三十年期间，弗尔人口数量曾快速增加，当地政府曾新建了多处高层公寓楼以容纳增加的人口。

## 地理

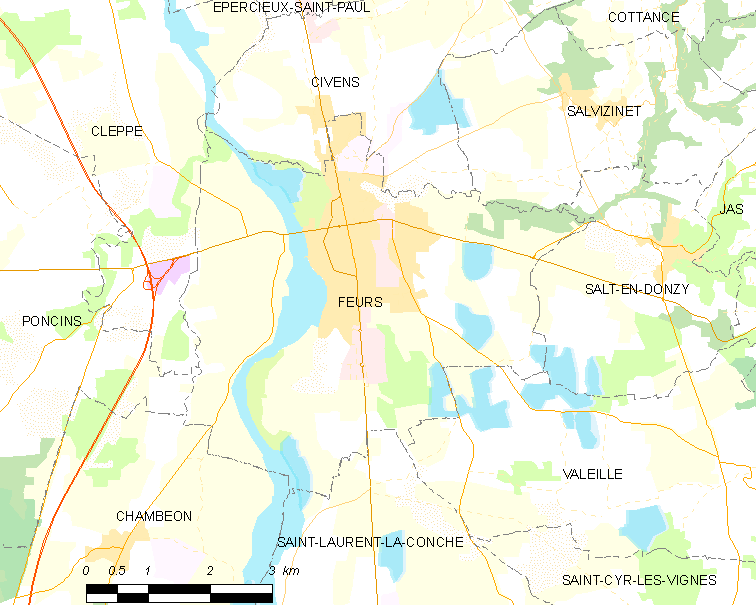
弗尔市镇范围地图

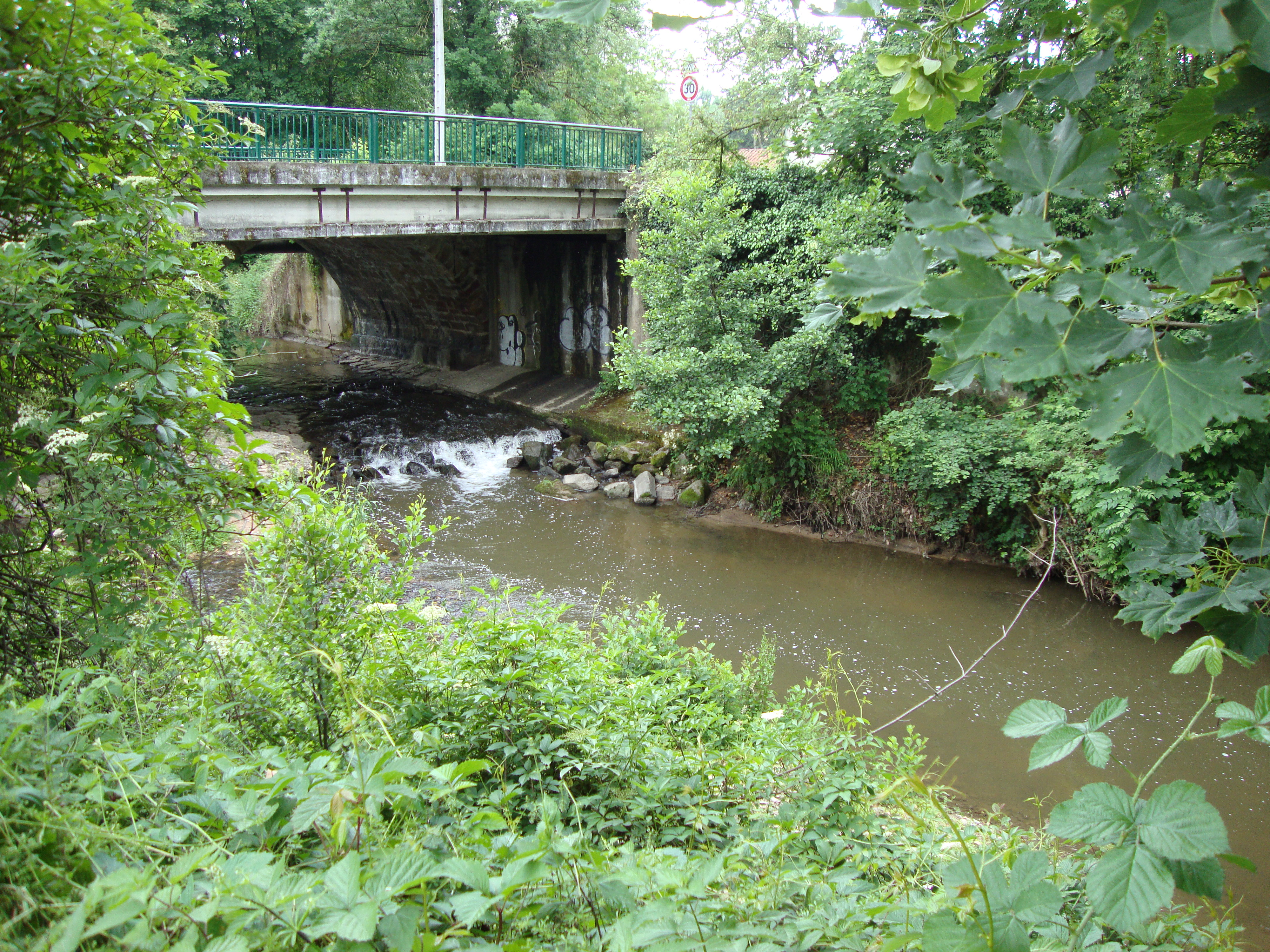
卢瓦斯河

弗尔位于法国中东部，奥弗涅-罗讷-阿尔卑斯大区中西部和卢瓦尔省中部，距离省会圣艾蒂安大约41公里。与弗尔接壤的市镇包括：尚贝翁、锡旺斯、克莱佩、蓬桑、萨尔特昂东济、萨尔维济内、圣洛朗拉孔什和瓦莱耶。

### 地形
弗尔位于福雷地区，卢瓦尔河冲积平原腹地，境内以平原为主，市镇中心地势较为平坦，全境海拔在327到366米之间。

### 水文
卢瓦尔河干流自南向北流经弗尔市中心西侧，其右岸支流卢瓦斯河自东向西流经市镇北界，此外市镇范围东部还有多处湖塘分布。

### 植被
弗尔属于温带阔叶混交林区，林地广泛分布于河流及水域附近，市区西南侧的公共花园（Jardin Public）是当地的一处城市绿地。
在鲜花城市的评比中，弗尔被评为2星级鲜花城市。

### 气候
弗尔在柯本气候分类法中属于带有一定大陆性气候特征的温带海洋性气候（Cfb）。
弗尔境内设有气象站，以下为该气象站的数据（其中日照数据取自昂德雷济约-布泰翁气象站）：
| 弗尔 1981年－2019年 | 弗尔 1981年－2019年 | 弗尔 1981年－2019年 | 弗尔 1981年－2019年 | 弗尔 1981年－2019年 | 弗尔 1981年－2019年 | 弗尔 1981年－2019年 | 弗尔 1981年－2019年 | 弗尔 1981年－2019年 | 弗尔 1981年－2019年 | 弗尔 1981年－2019年 | 弗尔 1981年－2019年 | 弗尔 1981年－2019年 | 弗尔 1981年－2019年 |
| 月份                | 1月                 | 2月                 | 3月                 | 4月                 | 5月                 | 6月                 | 7月                 | 8月                 | 9月                 | 10月                | 11月                | 12月                | 全年                |
| ------------------- | ------------------- | ------------------- | ------------------- | ------------------- | ------------------- | ------------------- | ------------------- | ------------------- | ------------------- | ------------------- | ------------------- | ------------------- | ------------------- |
| 历史最高温 °C（°F） | 19.5 (67.1)         | 26 (79)             | 27 (81)             | 31 (88)             | 35.2 (95.4)         | 41 (106)            | 41.3 (106.3)        | 40.7 (105.3)        | 37 (99)             | 30 (86)             | 25 (77)             | 20 (68)             | 41.3 (106.3)        |
| 平均高温 °C（°F）   | 6.7 (44.1)          | 8.9 (48.0)          | 13.3 (55.9)         | 16.7 (62.1)         | 21.2 (70.2)         | 25.1 (77.2)         | 28.1 (82.6)         | 27.6 (81.7)         | 23.1 (73.6)         | 17.7 (63.9)         | 10.9 (51.6)         | 7.1 (44.8)          | 17.2 (63.0)         |
| 日均气温 °C（°F）   | 3 (37)              | 4.3 (39.7)          | 7.6 (45.7)          | 10.6 (51.1)         | 14.9 (58.8)         | 18.5 (65.3)         | 21 (70)             | 20.4 (68.7)         | 16.6 (61.9)         | 12.6 (54.7)         | 6.9 (44.4)          | 3.7 (38.7)          | 11.7 (53.1)         |
| 平均低温 °C（°F）   | −0.8 (30.6)         | −0.3 (31.5)         | 1.9 (35.4)          | 4.4 (39.9)          | 8.7 (47.7)          | 11.8 (53.2)         | 14 (57)             | 13.3 (55.9)         | 10.1 (50.2)         | 7.4 (45.3)          | 2.8 (37.0)          | 0.3 (32.5)          | 6.1 (43.0)          |
| 历史最低温 °C（°F） | −25 (−13)           | −25.2 (−13.4)       | −13.6 (7.5)         | −6.2 (20.8)         | −3 (27)             | 0.8 (33.4)          | 1.6 (34.9)          | 2 (36)              | −1 (30)             | −8 (18)             | −11.8 (10.8)        | −18 (0)             | −25.2 (−13.4)       |
| 平均降水量 mm（）   | 38.3 (1.51)         | 30.6 (1.20)         | 33.5 (1.32)         | 60.6 (2.39)         | 85.9 (3.38)         | 74.2 (2.92)         | 66.1 (2.60)         | 68.9 (2.71)         | 69.2 (2.72)         | 71.9 (2.83)         | 61.7 (2.43)         | 41.2 (1.62)         | 702.1 (27.64)       |
| 月均日照時數        | 85.6                | 108.8               | 159.3               | 182.4               | 212.9               | 239.5               | 273.1               | 251.4               | 187.3               | 133.5               | 83.5                | 67.9                | 1,985.2             |
| 来源：infoclimat.fr |                     |                     |                     |                     |                     |                     |                     |                     |                     |                     |                     |                     |                     |

## 行政区划
弗尔的市镇编号为42094，邮政编号为42110。
在行政管理方面，弗尔隶属于法国奥弗涅-罗讷-阿尔卑斯大区卢瓦尔省蒙布里松区；在地方选举方面，弗尔是弗尔县的中央投票站所在地，其市镇范围全境被划入卢瓦尔省第六选区；在社会管理方面，弗尔是东福雷市镇公共社区的办公驻地。
截至2024年9月，弗尔市镇范围内暂无任何城市敏感街区及城市政策优先街区。
法国国家统计与经济研究所（简称“INSEE”）在进行数据统计时，将弗尔及相邻的另外一个市镇设为弗尔城市核心区（Unité urbaine de Feurs），并将包括核心区在内的周边共3个市镇划为弗尔城市区。自2020年起，弗尔城市区被包含16个市镇的弗尔城市辐射区代替。此外，INSEE还将弗尔市镇分为了三个“块区”（IRIS），以便于统计人口分布情况。

## 交通

### 公路
卢瓦尔省省道D18线、D60线、D89线、D107线、D112线、D113线、D1082线和D1089线在弗尔境内交汇。奥弗涅-罗讷-阿尔卑斯城际巴士（商业名称为“Cars Région”）下属的L15线、L30线、L33线、L34线、P315线、P316线、P318线、P319线和P320线停靠弗尔，可直通圣艾蒂安北医院、巴尔比尼、昂德雷济约-布泰翁、罗阿讷、蒙布里松及弗尔周边的部分市镇。
| 6 | 3 |

| 9 | 27 |

| 圣艾蒂安 | 40 |

| 蒙特龙莱班 | 12 |

| 罗阿讷 | 38 |

| 巴尔比尼 | 10 |

| 利尼翁河畔博安 | 18 |

| 蒙布里松 | 23 |

2021年，70.2%的弗尔家庭拥有至少一辆私人汽车。2022年，弗尔境内共发生各类交通事故11起，造成1人遇难，14人受伤，其中7人重伤。

### 铁路

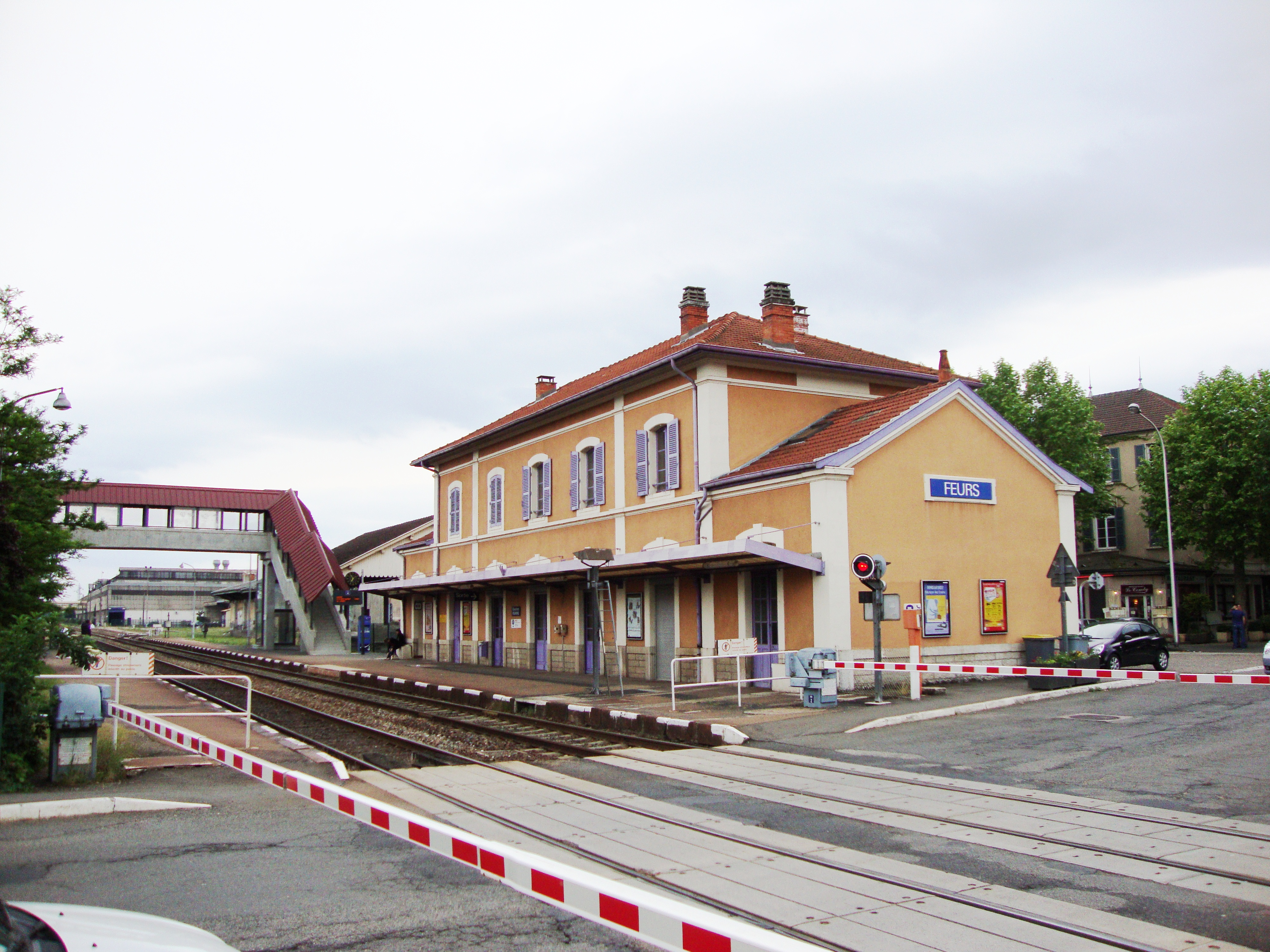
弗尔火车站

弗尔位于莫雷－里昂铁路上。弗尔站位于市区东部，停靠往返于罗阿讷和圣艾蒂安一线的区域列车。

### 航空
弗尔距离圣艾蒂安卢瓦尔机场的公路里程大约26公里。

### 城市公共交通
截至2024年9月，弗尔暂无城市公共交通系统。

## 政治

### 市政内阁

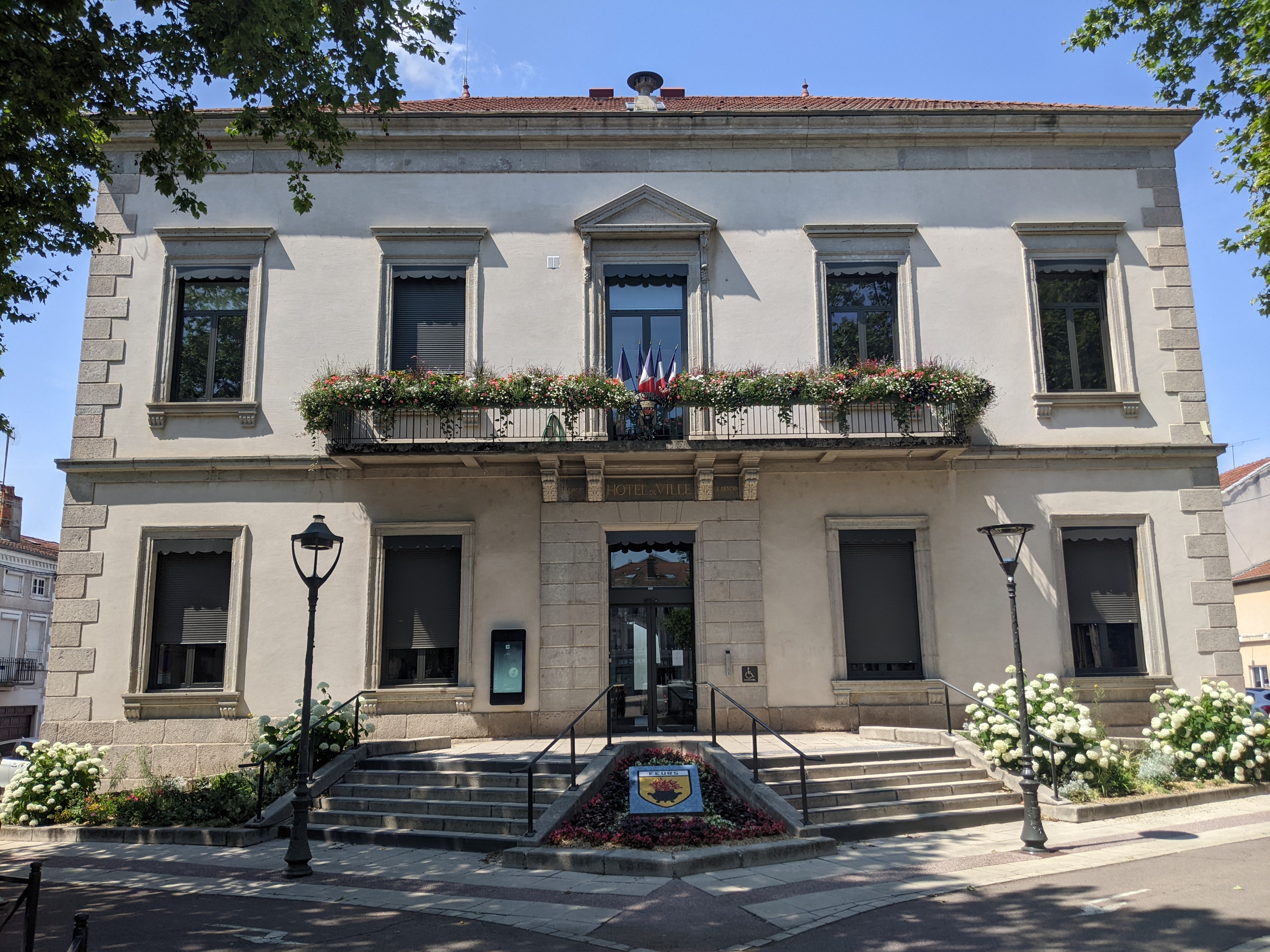
弗尔市政厅

弗尔的现任市长为玛丽安娜·达尔弗耶女士（Marianne DARFEUILLE），她是一名右翼无党派人士，自2022年起担任市长职务，其前任为让-皮埃尔·泰特先生，他也是一名右翼无党派人士，在2020年的市政选举中获得了100.00%的支持率（无其他候选人）。
| 弗尔历届市长   | 弗尔历届市长                          | 弗尔历届市长                                 |
| 任期           | 市长                                  | 党派                                         |
| -------------- | ------------------------------------- | -------------------------------------------- |
| 1944年－1946年 | Antoine DRIVET 安托万·德里韦          | 不详                                         |
| 1946年－1951年 | Joseph PARIEL 约瑟夫·帕里埃尔         | 不详                                         |
| 1951年－1953年 | Pierre GAPIAN 皮埃尔·加皮安           | 不详                                         |
| 1953年－1974年 | Félix NIGAY 费利克斯·尼盖             | CNIP全国独立人士与农民中心                   |
| 1974年－1977年 | Maurice Desplaces 莫里斯·德普拉斯     | DVD右翼无党派人士                            |
| 1977年－2001年 | André DELORME 安德烈·德洛尔姆         | DVD右翼无党派人士                            |
| 2001年－2008年 | Benoît GARDET 伯努瓦·加尔代           | DVG左翼无党派人士                            |
| 2008年－2022年 | Jean-Pierre TAITE 让-皮埃尔·泰特      | UMP人民运动联盟 →LR共和黨 →DVD右翼无党派人士 |
| 2022年－       | Marianne DARFEUILLE 玛丽安娜·达尔弗耶 | DVD右翼无党派人士                            |

### 各级选举
| 弗尔历届投票选举结果 | 弗尔历届投票选举结果 | 弗尔历届投票选举结果 | 弗尔历届投票选举结果 | 弗尔历届投票选举结果              | 弗尔历届投票选举结果 | 弗尔历届投票选举结果 | 弗尔历届投票选举结果              | 弗尔历届投票选举结果 | 弗尔历届投票选举结果 |
| 选举项目             | 选举范围             | 选区单位             | 选区单位内的选举结果 | 选区单位内的选举结果              | 选区单位内的选举结果 | 选区单位内的选举结果 | 选区单位内的选举结果              | 选区单位内的选举结果 | 参考资料             |
| 选举项目             | 选举范围             | 选区单位             | 第一轮胜出者         | 第一轮胜出者                      | 支持率               | 第二轮胜出者         | 第二轮胜出者                      | 支持率               | 参考资料             |
| -------------------- | -------------------- | -------------------- | -------------------- | --------------------------------- | -------------------- | -------------------- | --------------------------------- | -------------------- | -------------------- |
| 2017年法國總統選舉   | 法國                 | 市镇                 |                      | 埃马纽埃尔·马克龙                 | 24.34%               |                      | 埃马纽埃尔·马克龙                 | 64.71%               | [ 22 ]               |
| 2017年法国立法选举   | 卢瓦尔省第六选区     | 市镇                 |                      | 朱利安·博罗夫奇克                 | 36.38%               |                      | 朱利安·博罗夫奇克                 | 54.08%               | [ 22 ]               |
| 2019年欧洲议会选举   | 法國                 | 市镇                 |                      | 若尔丹·巴尔代拉                   | 24.75%               | （不适用）           | （不适用）                        | （不适用）           | [ 24 ]               |
| 2021年法国省级选举   | 卢瓦尔省             | 县                   |                      | 玛丽安娜·达尔弗耶 皮埃尔·韦里塞尔 | 58.36%               |                      | 玛丽安娜·达尔弗耶 皮埃尔·韦里塞尔 | 72.85%               | [ 25 ] [ 26 ]        |
| 2021年法国省级选举   | 卢瓦尔省             | 市镇                 |                      | 玛丽安娜·达尔弗耶 皮埃尔·韦里塞尔 | 66.63%               |                      | 玛丽安娜·达尔弗耶 皮埃尔·韦里塞尔 | 78.81%               | [ 25 ] [ 26 ]        |
| 2021年法国大区选举   |                      | 市镇                 |                      | 洛朗·沃基耶                       | 62.38%               |                      | 洛朗·沃基耶                       | 72.10%               | [ 27 ]               |
| 2022年法国总统选举   | 法國                 | 市镇                 |                      | 埃马纽埃尔·马克龙                 | 31.18%               |                      | 埃马纽埃尔·马克龙                 | 58.1%                | [ 22 ]               |
| 2022年法国立法选举   | 卢瓦尔省第六选区     | 市镇                 |                      | 让-皮埃尔·泰特                    | 43.45%               |                      | 让-皮埃尔·泰特                    | 66.08%               | [ 22 ]               |
| 2024年欧洲议会选举   | 法國                 | 市镇                 |                      | 若尔丹·巴尔代拉                   | 37.1%                | （不适用）           | （不适用）                        | （不适用）           | [ 22 ]               |
| 2024年法国立法选举   | 卢瓦尔省第六选区     | 市镇                 |                      | 格雷瓜尔·格朗热                   | 35.69%               |                      | 让-皮埃尔·泰特                    | 58.55%               | [ 22 ]               |

## 人口
2021年，弗尔市镇人口数量为8,338，在法国排名第1,273位。其中男性3,863人，女性4,475人，75岁及以上人口占15.3%，外籍人口数量为441人，人口密度为342人/平方公里，当地居民被称为（男性）或（女性）。2022年，弗尔境内出生55人，死亡人口141人。
| 弗尔1901年－2021年人口变化情况 |
|                                |
| 数据来源：Cassini、INSEE       |

## 经济

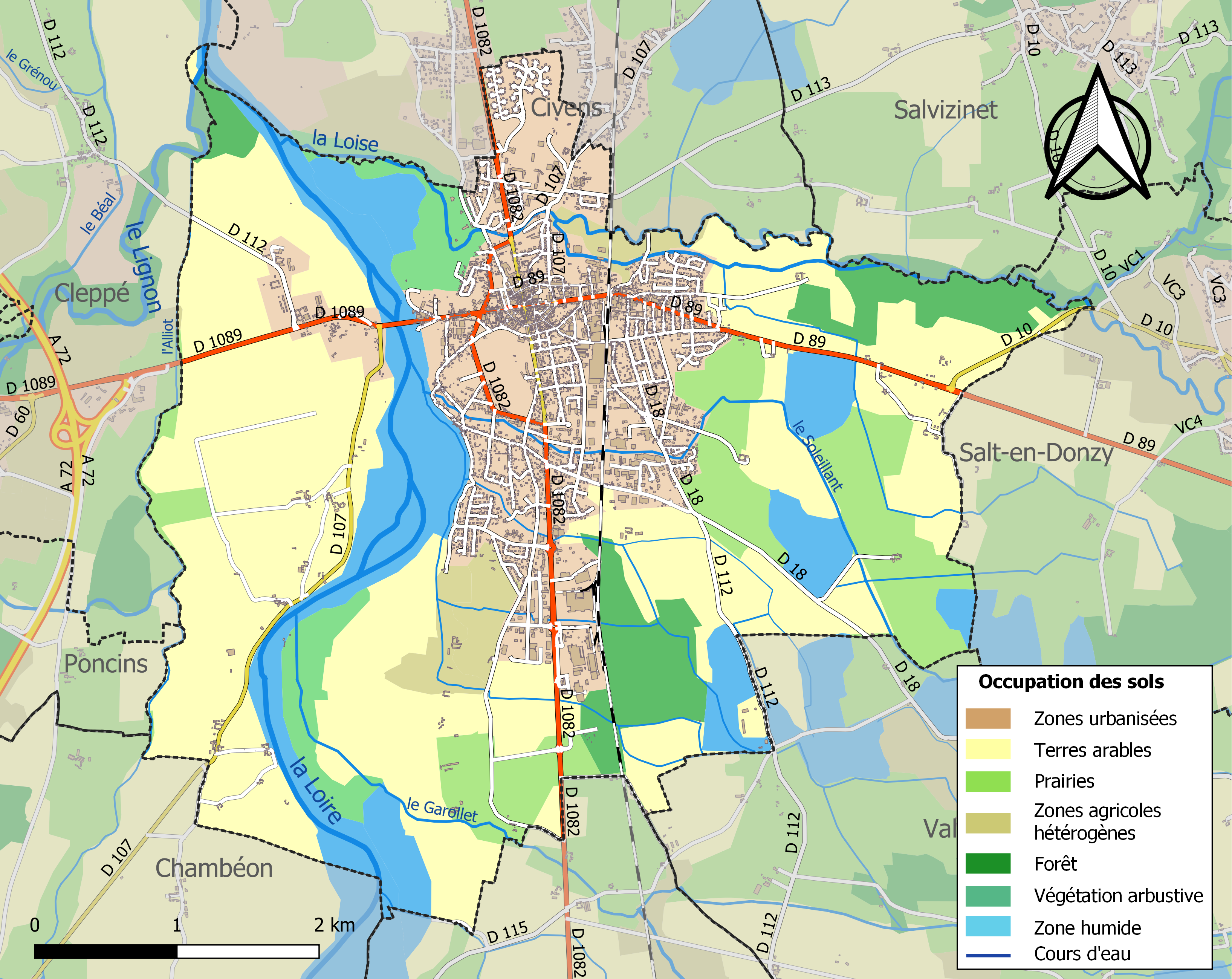
弗尔土地利用情况地图

弗尔是一个区域性的中心城市。截至2024年9月，弗尔市镇范围内共有各类用人单位（包含自雇）1,408家，平均历史为17年，其中96.98%为中小型企业（PME），2024年7月至9月间，当地的经济活力指数为0。（农场饲料）、（肉制品）及（农产品批发）是当地2022年已公布营业额最高的三个企业，分别为100,155,673欧元、93,612,728欧元和58,810,402欧元。

## 财政与居民收入
2022年，弗尔的财政收入总额为11,523,600欧元，财政支出总额为10,228,500欧元，当年的债务总额为3,610,050欧元。2022年，弗尔市镇通过增值税获得252,580欧元的收入，此外当地还共获得了347,660欧元的国家直接财政补助。
| 弗尔居民收入情况                                 | 弗尔居民收入情况 | 弗尔居民收入情况      | 弗尔居民收入情况 |
| 内容                                             | 弗尔             | 法国                  | 统计年份         |
| ------------------------------------------------ | ---------------- | --------------------- | ---------------- |
| 征税家庭总数                                     | 4,056            | 1,081（法国市镇平均） | 2022年           |
| 居民平均月收入                                   | 2,097欧元        | 2,435欧元             | 2022年           |
| 高级职员人均月收入                               | 3,628欧元        | 4,331欧元             | 2021年           |
| 中级职员人均月收入                               | 2,262欧元        | 2,470欧元             | 2021年           |
| 普通职员人均月收入                               | 1,703欧元        | 1,801欧元             | 2021年           |
| 贫困率                                           | 16%              | 14.5%                 | 2020年           |
| 青壮年（15至64岁）失业率                         | 11.1%            | 7.4%                  | 2020年           |
| 征税家庭数量占比                                 | 37.7%            | 45.5%                 | 2020年           |
| 家庭年均纳税                                     | 2,646欧元        | 4,393欧元             | 2022年           |
| 资料来源：INSEE、L'Internaute、Le Journal du Net |                  |                       |                  |

## 社会事务

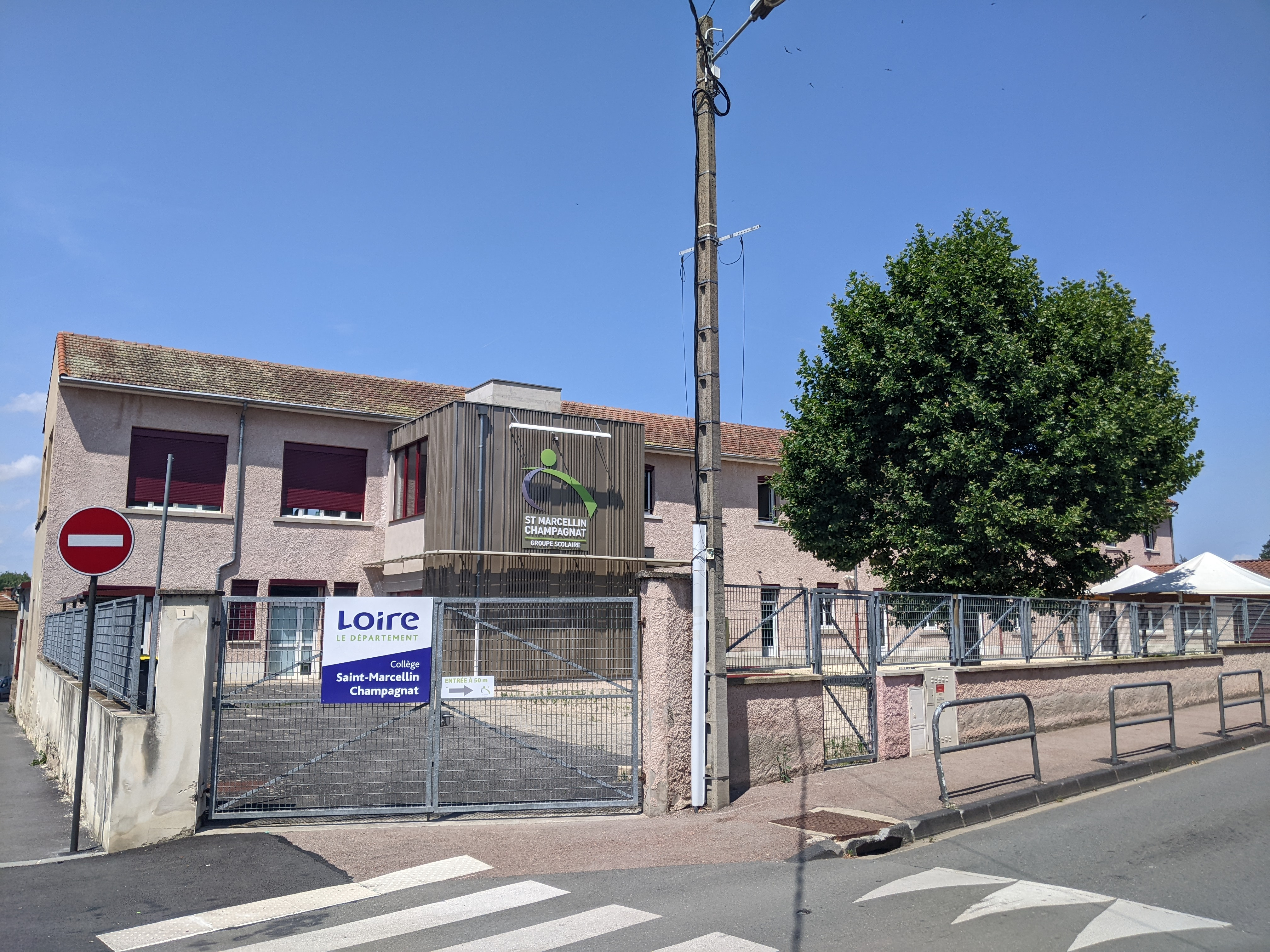
一所初级中学

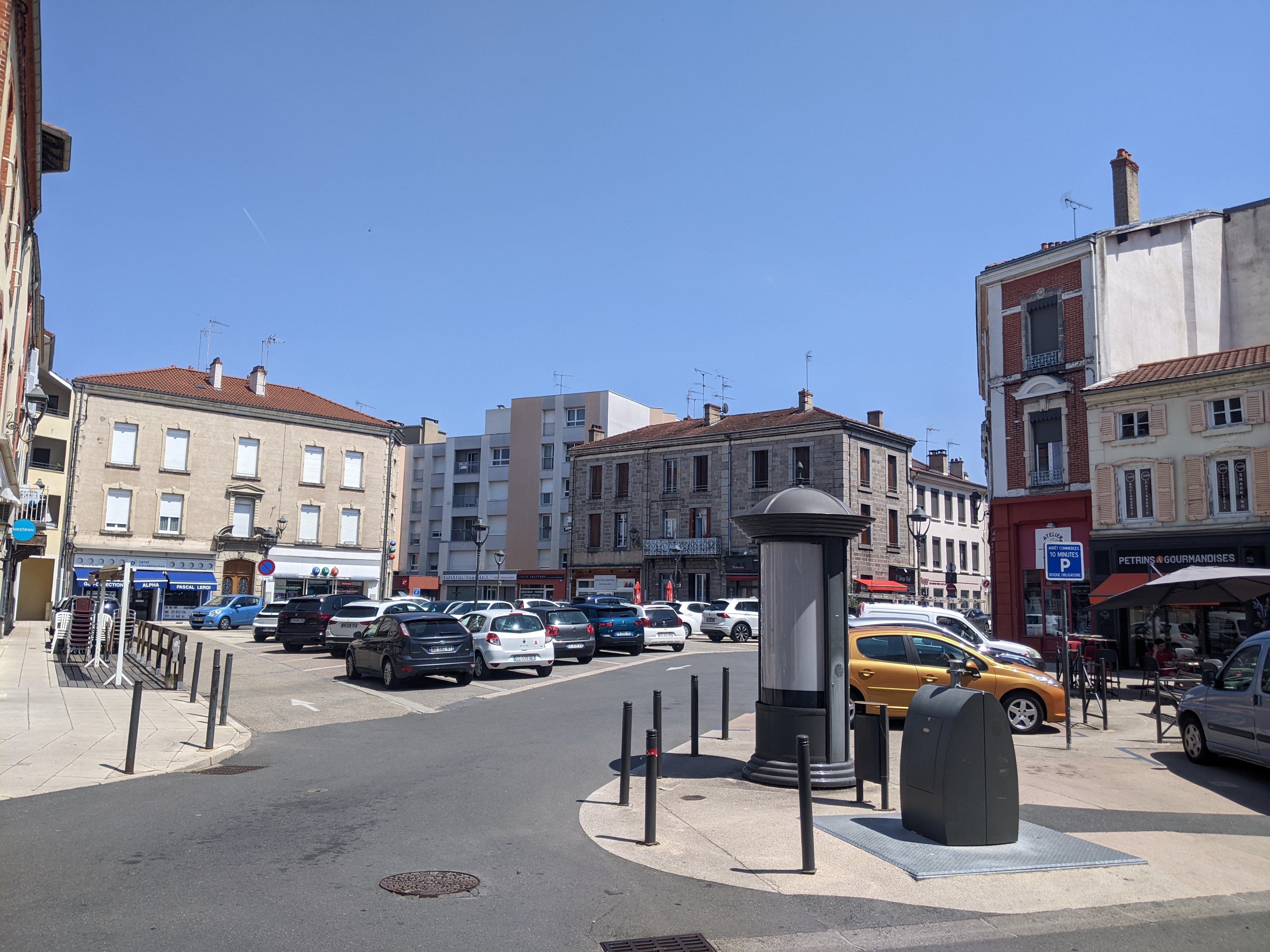
若弗鲁瓦·吉夏尔广场

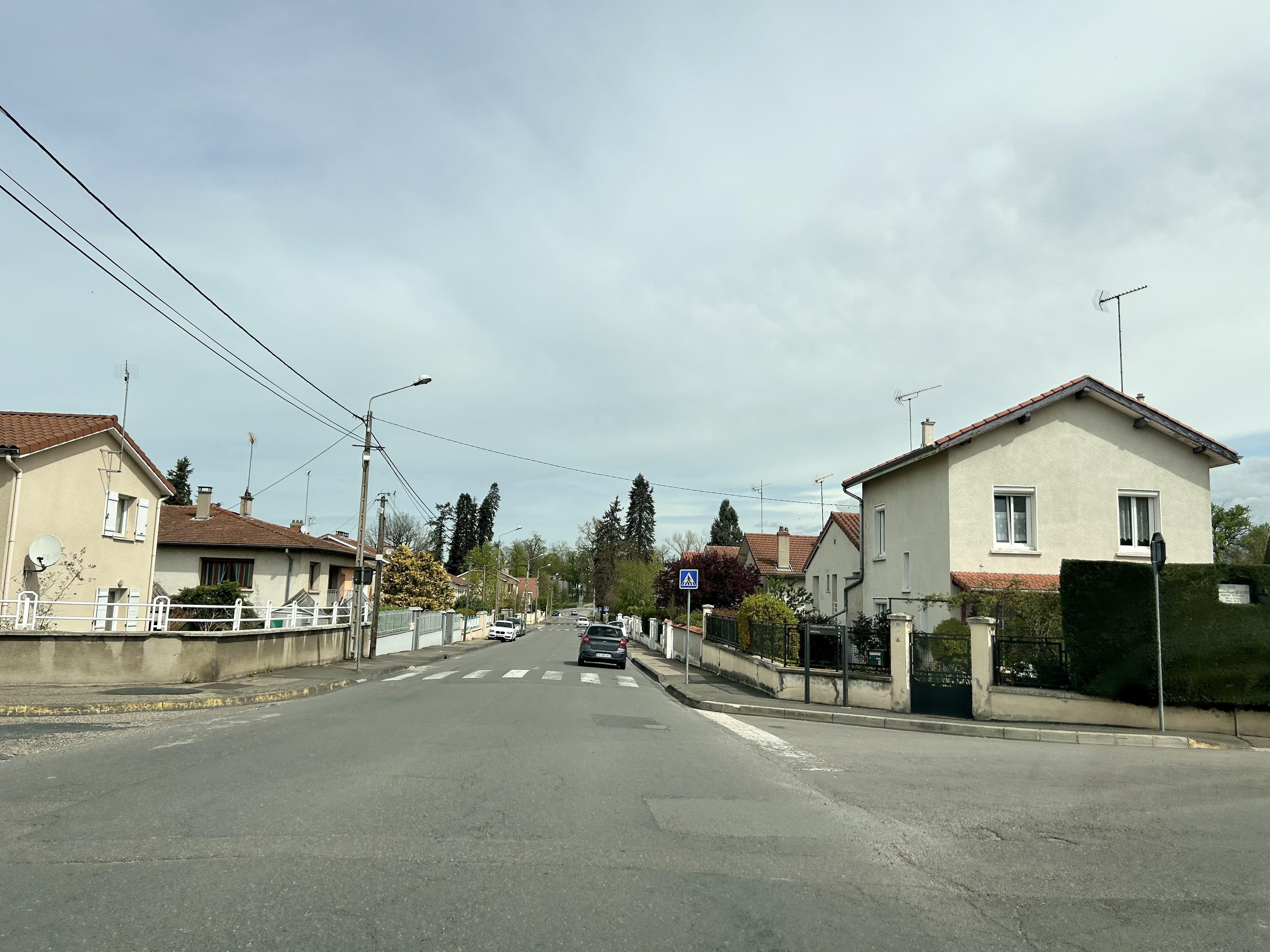
乔治·克莱蒙梭大道附近的街区

### 教育
弗尔属于里昂学区。截至2023年1月1日，弗尔境内共有3所小学、2所初级中学、1所普通高中和1所农业高中。2022至2023学年度，弗尔境内共有在校中等教育阶段学生2,158名。

### 医疗
截至2023年1月1日，弗尔境内共有全科医生8名、保健师18名、牙医6名、护士23名、助产士1名、儿科医生2名和妇科医生1名。境内共有药房4家、养老院1家、残疾人帮扶中心5家。
福雷中心医院（Centre Hospitalier de Feurs）是法国的一个区域性医疗机构，其下属的弗尔病区位于弗尔市区北侧，该院设有床位280个。

### 住房
2021年，弗尔境内共有各类住房4,707套，其中47.3%为独立式住宅，52.4%为集中式住宅。常住房屋占弗尔市镇范围内居民建筑总量的88.0%。
在住房保障政策方面，2023年，弗尔境内共有1,750户家庭获得了家庭津贴补助，受益人数占总人口数量的21.0%，其中855份为房租补助。

### 商业
2021年，弗尔境内共有各类实体商铺288家，其中餐厅29家、大型超市4家、杂货店2家、面包房13家、肉铺7家、书店2家、装饰品店6家、银行门店8家、美容美发店21家、汽车维修店26家。弗尔市镇南部建有一处商业街区，有家乐福、Lidl、NOZ等购物超市。

### 体育
2023年，弗尔境内共有1家游泳池、2间体育馆、2座综合体育场、2处网球场、2处马术场、2处足球或橄榄球场以及2处篮球或排球场。
截至2024年9月，弗尔境内共有两家注册足球俱乐部。弗尔体育会（编号509599）是当地的代表性足球队，成立于1945年，其主队2024至2025赛季参加奥弗涅-罗讷-阿尔卑斯大区足球联赛甲组（法国第六级别），其主场为鲁松球场（Stade Rousson）。

### 环境
弗尔的环境事务由其所属的东福雷市镇公共社区联合各级政府协调负责。2021年，弗尔境内共有5家污染企业。

### 治安
2021年，弗尔市镇范围内共有1处宪兵队。
弗尔及其附近的共136个市镇是蒙布里松国家宪兵队（zone gendarmerie de Montbrison）的管辖范围。2020年，该宪兵队累计记录各类案件4,666起，其中盗窃类案件2,169起，经济类案件908起，毒品交易类案件216起。

## 文化

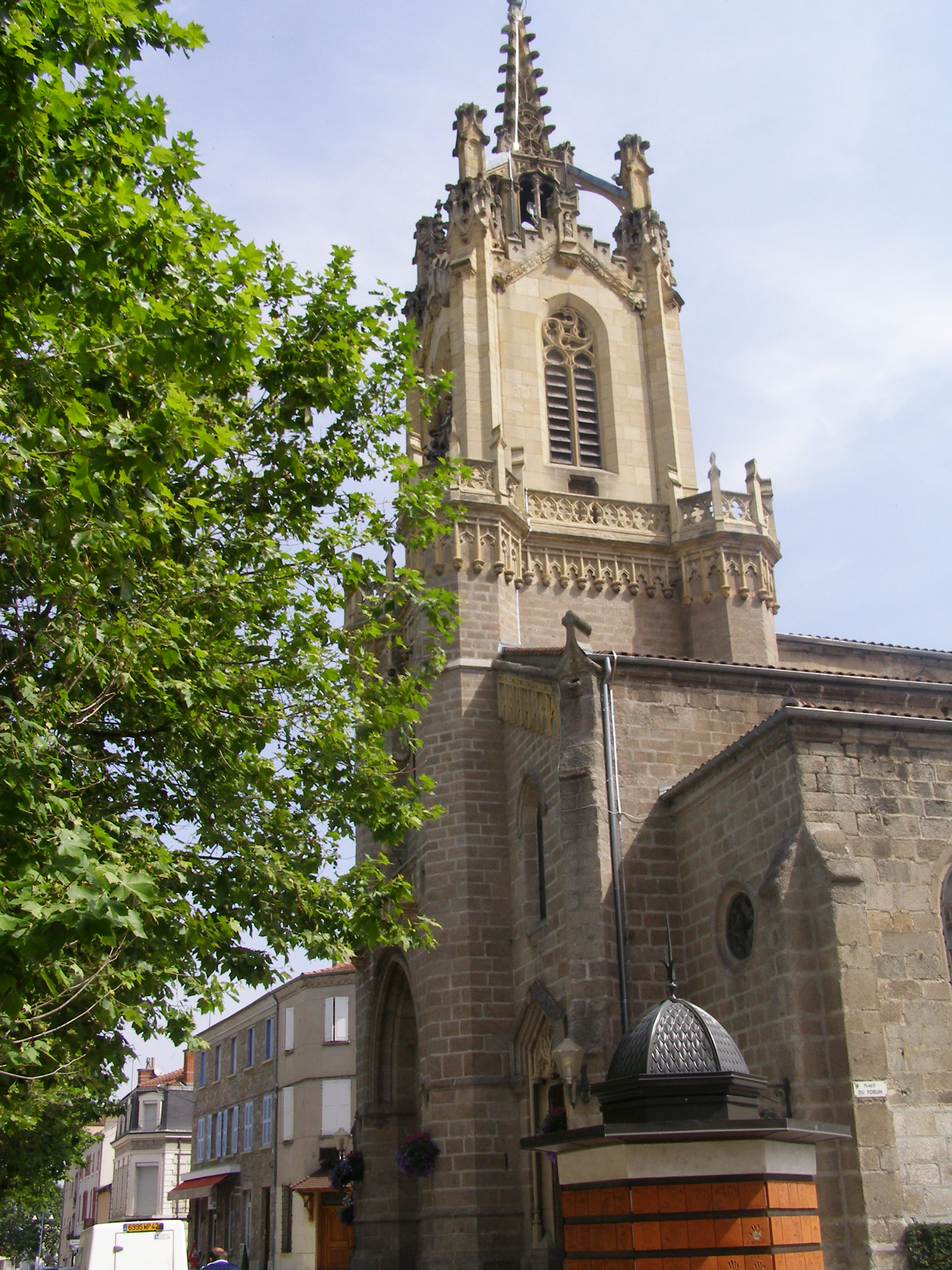
圣母教堂

2023年，弗尔境内共有1家电影院和1家博物馆。弗尔境内建有“词汇论坛”多媒体中心（Médiathèque Au Forum des mots），每周二、三、五、六向公众开放。

### 建筑
弗尔境内有多处历史建筑，其中圣母教堂（Église Notre-Dame de Feurs）为法国国家文物保护单位，也是当地的地标性建筑物。

### 旅游
弗尔的旅游事务由其所属的东福雷市镇公共社区联合各级政府协调负责。2024年，弗尔境内共有3家酒店共计49间房间；另有1个露营地，可容纳共210辆露营车。

### 媒体
法国主要的媒体均可在弗尔接收，法国电视三台下属的奥弗涅-罗讷-阿尔卑斯大区频道在部分时段播出弗尔所在卢瓦尔省的地方新闻。《进步报》、《罗阿讷地区报》、蓝色法兰西圣艾蒂安广播、Scoop广播、卢瓦尔省电视台等为当地主要的地方性媒体。

## 相关人物
法国医学家约瑟夫-吉夏尔·迪韦尔内、企业家若弗鲁瓦·吉夏尔、足球运动员迪迪埃·托洛和赛车手弗兰克·蒙塔尼出生于弗尔。

## 友好城市
截至2024年9月，弗尔共与一座城市建立了友好城市关系：
- 德国 奥尔兴